# Carcinopyga proserpina
Carcinopyga proserpina là một loài bướm đêm thuộc phân họ Arctiinae, họ Erebidae.